# Сьвідри-Косьцельне
Сьвідри-Косьцельне (пол. Świdry Kościelne) — село в Польщі, у гміні Біла Піська Піського повіту Вармінсько-Мазурського воєводства.
Населення — 244 особи (2011).

## Демографія
Демографічна структура станом на 31 березня 2011 року:
|          | Загалом | Допрацездатний вік | Працездатний вік | Постпрацездатний вік |
| -------- | ------- | ------------------ | ---------------- | -------------------- |
| Чоловіки | 128     | 26                 | 92               | 10                   |
| Жінки    | 116     | 29                 | 66               | 21                   |
| Разом    | 244     | 55                 | 158              | 31                   |